# William Travis

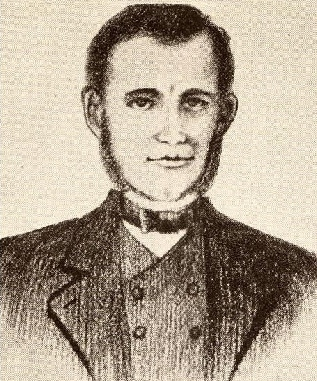
William B. Travis

William Barret Travis, född 9 augusti 1809 i Saluda County i South Carolina, död 6 mars 1836 i fortet Alamo i San Antonio, Texas, var en amerikansk advokat verksam i Mexiko. Han ledde den självutropade Republiken Texas styrkor under slaget vid Alamo i vilket han stupade.

## I populärkultur
William Travis förekommer i filmen The Alamo från 2004 där han spelas av Patrick Wilson.